# Karolina Riječka
Karolina Riječka (1791. − nepoznat nadnevak i mjesto smrti), hrvatska narodna junakinja

## Karolinino djetinjstvo
Karolina Belinić, rođena Kranjec, ugledala je svjetlo dana samo dvije godine nakon pada Bastille, kada su Europom pobjedonosno odjekivali zvuci Allons enfants. Njen otac, stari i iskusni moreplovac Francesco Kranjec, koji se obogatio spretnom trgovinom i postao ugledan riječki građanin, nedugo prije toga oženio se, kao udovac, mladom Bečankom Anom Marijom Stolz, Karolininom majkom. Djevojčica odrasta u kući koja bijaše ispunjena bezazlenom radošću i smijehom brojnih njenih sestara. Život u takvim bogatijim obiteljima protjecao je u idiličnom spokojstvu, bez ikakvih oskudica i uobičajenih briga koje su tištile većinu siromašnijih građana.

## Obrazovanje i izgled
Karolina je kao djevojčica gledala kako u njenom rodnom gradiću nastaje velebno i pomalo pompozno zdanje Adamićeva staroga kazališta, u koje će, poput svojih sugrađanski, rado zalaziti, gledajući živopisne opere, komedije i koncerte gostujućih teatarskih družina. Nesumnjivo je da je već u ranoj mladosti stekla solidan odgoj, visoku uglađenost u ponašanju i ostale plemenite manire svojstvene građankama njena društvena ranga. Prema suvremenim svjedočanstvima čini se da je bila i izuzetno lijepe vanjštine, da se znala elegantno odijevati, te je osim talijanskog dobro poznavala i francuski jezik. Već u svojoj sedamnaestoj godini, udala se za riječkoga trgovca i brodovlasnika Andriju Belinića (Bellinich), rodom iz Lovrana.

## Razaranje i njezina hrabrost
Napoleonski ratovi proslavili su Karolinu. Sudbonosne 1813. godine, Riječani proživljavaju teška razaranja tijekom engleske invazije i bombardiranja. Engleska se vojska primakla Rijeci 3. srpnja. Rijeka je tada još bila pod francuskom vlašću. Nakon bombardiranja slabo branjena grada, koji je branila mala posada ljudi, iskrcalo se 600 engleskih vojnika koji su odmah pljačkali i palili skladišta i usidrene brodove u luci. U sveopćoj pomutnji i panici koja obuzima Riječane tijekom engleskoga iskrcavanja i nemilosrdna uništavanja njihova grada, jedna je mlada i hrabra žena ipak uspjela zadržati prisebnost duha. Bila je to Karolina Belinić. Izašavši iz svoje kuće na Fiumari, ne obazirući se na vlastitu pogibelj i odijelivši se od obitelji, otputila se hrabro engleskome časniku Freemantleu koji je rukovodio tim razaranjima i odlučila izmoliti ga da obustavi započete operacije sve do novih zapovjedi svojega pretpostavljenoga zapovjednika.
Karolina je krenula kroz neprijateljske redove do engleskoga komodora koji se nalazio kod jedne bitnice nedaleko od gradskog središta i zatražila da ju prime. Bila je odjevena u crnu dekoltiranu haljinu. Britanskom se časniku obratila na francuskome, iznoseći mu ukratko žalosne činjenice u kojima se našao njen grad i usrdno ga moleći da pomogne njenim sugrađanima u tako teškome času. Iskusni ratnik, očito potresen njenom iskrenošću i srdačnom otvorenošću, obećao joj je da će poštedjeti grad u tako teškom času i obustaviti svaki neprijateljski akt protiv privatne imovine, te je odmah odaslao svoga časnika do majora Hostea, s naređenjem da ne produžuje s pustošenjem luke. Na taj način mnogima su spašeni brodovi, pošteđena je i druga vrijedna imovina, a grad je sačuvan od većega razaranja. Treći dan divizija engleske flote otplovila je i bombardirala susjedni Bakar.

## Velika nepravda
U tom hrabrom podvigu Karolininu ima nečega mitskoga. Pojavljuje se ona odjednom, okružena dimom paleži i smradom baruta, usred sveopće pomutnje. Moderna je to, osviještena i hrabra građanka osloboditeljica, utjelotvorenje slobode. Pa ipak, za razliku od Delacroixove Slobode, obnažene djevojke s bajonetom u lijevoj i barjakom u desnoj ruci, koja korača preko pariških barikada i gomile leševa, hrvatska Karolina nije revolucionarka već imućna mlada građanka koja svojim šarmom postiže ono što drugi mogu riješiti jedino krvavim oružanim sukobom.
Ono što nas najviše može začuditi jest činjenica da u suvremenim izvještajima o Karolini nitko izričito ne govori. Možda su se njezini sugrađani sramili priznati svoj kukavičluk u teškim trenutcima razaranja grada. Hrabri čin Karolinin nešto je što se, očito, nije uklapalo u službene izvještaje, koje su pisali ozbiljni i namrgođeni gradski senatori. Zbog nama danas nepoznatoga razloga čitav se slučaj nastojao zaboraviti. Karolina za života nije uspjela isposlovati i odgovarajuće pismeno priznanje austrijskog cara. Već u svibnju 1816., prilikom prvog posjeta Franje I. Rijeci, zatraženo je da se Belinićevoj dade neko odlikovanje. Kada je pak 1817. Karolina vlastoručno uputila takvu molbu u Beč, u odgovoru austrijskog dvora priznaju joj se osobite zasluge za taj hrabri čin, kao i opravdanost zahtjeva na priznanje od grada Rijeke, ali se molba za carskim odlikovanjem odbija. Tek 1829. godine, na njezinu molbu, kapetansko vijeće Rijeke odaje posebno priznanje njoj i njenom tada već pokojnom suprugu "da to potakne ostale građane na patriotska djela".

## Zaboravljena
O kasnijim Karolininim godinama nemamo više nikakvih podataka. Vjerojatno se, već kao mlada udovica, razočarana i zbog nepravedna zapostavljanja svoga hrabroga djela, posve povukla iz javnoga života. Ne znamo čak niti kada je umrla. Posljednji se put spominje u oporuci svoje majke Marije Anne udane Kranjec, pisanoj 1842. godine. 

## Vanjske poveznice
- Caroline of Rijeka / Karolina Reška / Karolina Riječka (1961.) Slovenski filmski center (eng.)